# Andrij Taran
Andrij Wasylowycz Taran, ukr. Андрій Васильович Таран (ur. 4 marca 1955 we Frankfurcie nad Odrą) – ukraiński wojskowy, generał, w latach 2020–2021 minister obrony.

## Życiorys
Ukończył uczelnie wojskowe w Kijowie, uzyskał specjalizację w zakresie radiotechniki. W latach 90. został absolwentem instytutu stosunków międzynarodowych na Kijowskim Uniwersytecie Narodowym im. Tarasa Szewczenki, a także uzyskał magisterium na National Defense University w Waszyngtonie. Służbę wojskową rozpoczął w 1972 w Armii Radzieckiej, następnie służył w ukraińskich siłach zbrojnych. W stan spoczynku przeszedł w 2016 w stopniu generała porucznika. Pełnił różne funkcje dowódcze i sztabowe. Był attaché wojskowym w ambasadzie Ukrainy w Stanach Zjednoczonych (1990–2004), reprezentował resort obrony w stałym przedstawicielstwie Ukrainy przy ONZ (2011–2014). Od 2005 do 2008 kierował departamentem w ministerstwie obrony. W latach 2015–2016 był pierwszym zastępcą dowódcy wojsk lądowych.
W marcu 2020 został powołany na ministra obrony w utworzonym wówczas rządzie Denysa Szmyhala. Zakończył urzędowanie w listopadzie 2021. W 2022 mianowany ambasadorem Ukrainy w Słowenii; został odwołany z tej funkcji w grudniu 2024.

## Odznaczenia
Odznaczony Orderem Bohdana Chmielnickiego klasy III i II.